# عزيمة
العزيمة مصطلح وردت مادته (العزم) ومشتقاتها في القرآن في تسعة مواضع، وفي اللغة عبارة عن الإرادة المؤكدة. قال الله ﴿ولم نجد له عزما﴾ [طه:115] أي لم يكن له قصد مؤكد في الفعل بما أمر به. وفي الشريعة اسم لما هو أصل المشروعات، غير متعلق بالعوارض.

## مفهوم العزيمة
- قال الخليل: العزم: ما عقد عليه القلب من أمر أنت فاعله، أي متيقنه. ويقال: ما لفلان عزيمة، أي ما يعزم عليه، كأنه لا يمكنه أن يصرم الأمر، بل يختلط فيه ويتردد.[2]
- قال الشرباصي: وهو توطين النفس على الفعل لاعتقاد أن الواجب يقتضي أن تفعله.[3]
- قال الطبري: (أصل العزم اعتقاد القلب على الشيء).[4] وقال ابن عاشور: العزم هو إمضاء الرأي، وعدم التردد بعد تبين السداد.[5]
- وقال ابن الأثير: العزيمة (هي ما وكدت رأيك وعزمك عليه، ووفيت بعهد الله فيه).[6]

```
وفي معنى 
العزم والحزم
 وجهان:
```

_أحدهما: أن معناهما واحد وإن اختلف لفظهما.
_الثاني: معناهما مختلف:
الحزم والعزم أصلان، وما قاله المبرد من أن العين قلبت حاء ليس بشيء، لاطراد تصاريف كل واحد من اللفظين، فليس أحدهما أصلًا للآخر.
وفي اختلافهما وجهان:
- الحزم جودة النظر في الأمر، ونتيجته الحذر من الخطأ فيه. والعزم قصد الإمضاء، وعليه فالحزم الحذر والعزم القوة، ومنه المثل: لا خير في عزم بغير حزم.
- الثاني: أن الحزم التأهب للأمر والعزم النفاذ فيه، ومنه قولهم في بعض الأمثال: رَوِّ بحزم فإذا استوضحت فاعزم.
```
والصلة بين 
النية والعزم
: أنهما مرحلتان من مراحل الإرادة، والعزم اسم للمتقدم على الفعل، والنية اسم للمقترن بالفعل مع دخوله تحت العلم بالمنوي.
[
8
]
```

## أهمية العزم فيالإسلام
قال ابن القيم: (الدين مداره على أصلين العزم والثبات، وهما الأصلان المذكوران في (الحديث عن النبي صلى الله عليه وسلم: ((اللهم إني أسألك الثبات في الأمر، والعزيمة على الرشد))، وأصل الشكر: صحة العزيمة، وأصل الصبر قوة الثبات، فمتى أُيِّد العبد بعزيمة وثبات فقد أُيِّد بالمعونة والتوفيق)، وقد وصف الله بخُلُقِ العزيمة جمعاً من رسله فقال تعالى: ﴿ فَاصْبِرْ كَمَا صَبَرَ أُولُو الْعَزْمِ مِنَ الرُّسُلِ﴾ ، أي أصحاب الجد والثبات والصبر.

## العزم في القرآن
وردت مادة (العزم) في القرآن الكريم تسعة مرات ، ستة مرات منها بصيغة الاسم مثل: قوله تعالى: ﴿لَتُبْلَوُنَّ فِي أَمْوَالِكُمْ وَأَنْفُسِكُمْ وَلَتَسْمَعُنَّ مِنَ الَّذِينَ أُوتُوا الْكِتَابَ مِنْ قَبْلِكُمْ وَمِنَ الَّذِينَ أَشْرَكُوا أَذًى كَثِيرًا وَإِنْ تَصْبِرُوا وَتَتَّقُوا فَإِنَّ ذَلِكَ مِنْ عَزْمِ الْأُمُورِ ۝١٨٦﴾ [آل عمران:186]، ثلاثة مرات بصيغة الفعل مثل قوله تعالى: ﴿فَإِذَا عَزَمْتَ فَتَوَكَّلْ عَلَى اللَّهِ إِنَّ اللَّهَ يُحِبُّ الْمُتَوَكِّلِينَ ۝١٥٩﴾ [آل عمران:159].
العزم وعدم التردد والمسارعة لفعل الخيرات من شيم الصالحين، والعزيمة هي الدافع لفعل الخير، ولهذا حثَّ الله عليها في كتابه في غير آية ومن ذلك:
قال الطبري: (أما قوله: فإذا عزمت فتوكل على الله. فإنه يعني: فإذا صح عزمك بتثبيتنا إياك، وتسديدنا لك فيما نابك وحزبك من أمر دينك ودنياك، فامض لما أمرناك به على ما أمرناك به، وافق ذلك آراء أصحابك وما أشاروا به عليك، أو خالفها، وتوكل فيما تأتي من أمورك وتدع وتحاول أو تزاول على ربك، فثق به في كل ذلك، وارض بقضائه في جميعه، دون آراء سائر خلقه ومعونتهم، فإنَّ الله يحبُّ المتوكلين، وهم الراضون بقضائه، والمستسلمون لحكمه فيهم، وافق ذلك منهم هوى أو خالفه).
وقال الجصاص: (في ذكر العزيمة عقيب المشاورة دلالة على أنها صدرت عن المشورة، وأنه لم يكن فيها نص قبلها).
وقال البخاري: (فإذا عزم الرسول صلى الله عليه وسلم لم يكن لبشر التقدم على الله ورسوله).
قال أبو حيان الأندلسي: (العزم مصدر، فاحتمل أن يراد به المفعول، أي من معزوم الأمور، واحتمل أن يراد به الفاعل، أي عازم الأمور).
وقال القرطبي: (إن إقامة الصلاة والأمر بالمعروف والنهي عن المنكر من عزم الأمور، أي مما عزمه الله وأمر به قاله ابن جريج، ويحتمل أن يريد أن ذلك من مكارم الأخلاق، وعزائم أهل الحزم السالكين طريق النجاة، وقول ابن جريج أصوب).
قال الماوردي: (يحتمل قوله: إِنَّ ذَلِكَ لَمِنْ عَزْمِ الْأُمُورِ وجهين:
أحدهما: لمن عزائم الله التي أمر بها.
الثاني: لمن عزائم الصواب التي وفق لها).
وقال السعدي: (إِنَّ ذَلِكَ لَمِنْ عَزْمِ الْأُمُورِ (أي: لمن الأمور التي حث الله عليها وأكدها، وأخبر أنه لا يلقاها إلا أهل الصبر والحظوظ العظيمة، ومن الأمور التي لا يُوفَّق لها إلا أولو العزائم والهمم، وذوو الألباب والبصائر).
قال محمد بن جرير الطبري:
وإن تصبروا وتتقوا "، يقول: وإن تصبروا لأمر الله الذي أمركم به فيهم وفي غيرهم من طاعته=" وتتقوا "، يقول: وتتقوا الله فيما أمركم ونهاكم، فتعملوا في ذلك بطاعته=" فإن ذلك من عزم الأمور "، يقول: فإن ذلك الصبر والتقوى مما عزم الله عليه وأمركم به.
قال ابن الجوزي: (قوله تعالى: وَلَمْ نَجِدْ لَهُ عَزْمًا العزم في اللغة: توطين النفس على الفعل. وفي المعنى أربعة أقوال.
أحدها: لم نجد له حفظًا، رواه العوفي عن ابن عباس، والمعنى: لم يحفظ ما أُمِر به.
والثاني: صبرًا، قاله قتادة ومقاتل، والمعنى: لم يصبر عما نُهي عنه.
والثالث: حزمًا، قاله ابن السائب. قال ابن الأنباري: وهذا لا يُخرج آدم من أولي العزم. وإنما لم يكن له عزم في الأكل فحسب.
والرابع: عزمًا في العَوْد إِلى الذَّنْب).
- ولقد نال الأنبياء والمرسلين من قومهم الأذى الشديد، ولكنهم صبروا مما لقوه من المكاره وواصلوا مهمتهم بالعزم والإصرار، وقد أشاد القرآن بعزمهم الصادق في قوله: ﴿فَاصْبِرْ كَمَا صَبَرَ أُولُو الْعَزْمِ مِنَ الرُّسُلِ﴾ [الأحقاف:35].

وأولو العزم من الرسل هم الذين صبروا وجدوا في سبيل دعوتهم. ومنهم: نبي الله موسى  وقص القرآن علينا قصة عزمه على طلب العلم، خيث قال تعالى في سورة الكهف-60: ﴿وَإِذْ قَالَ مُوسَى لِفَتَاهُ لَا أَبْرَحُ حَتَّى أَبْلُغَ مَجْمَعَ الْبَحْرَيْنِ أَوْ أَمْضِيَ حُقُبًا ۝٦٠﴾ [الكهف:60].
(يخبر تعالى عن نبيه موسى ، وشدة رغبته في الخير وطلب العلم، أنه قال لخادمه لا أزال مسافرًا وإن طالت علي الشقة، ولحقتني المشقة، حتى أصل إلى مجمع البحرين، وهو المكان الذي أوحي إليه أنك ستجد فيه عبدًا من عباد الله العالـِمِين، عنده من العلم ما ليس عندك، أَوْ أَمْضِيَ حُقُبًا أي: مسافة طويلة، وهذا عزم منه جازم، فلذلك أمضاه)، ولم يمنعه من الاستمرار في رحلته قوله «لَقَدْ لَقِينَا مِن سَفَرِنَا هَذَا نَصَبًا» أي تعبًا، وكذلك لم يثنِ عزمه  أنهم أخطؤوا الطريق ﴿قَالَ ذَلِكَ مَا كُنَّا نَبْغِ فَارْتَدَّا عَلَى آثَارِهِمَا قَصَصًا ۝٦٤ فَوَجَدَا عَبْدًا مِنْ عِبَادِنَا آتَيْنَاهُ رَحْمَةً مِنْ عِنْدِنَا وَعَلَّمْنَاهُ مِنْ لَدُنَّا عِلْمًا ۝٦٥﴾ [الكهف:64–65].

## العزيمة فيالسنة
عن أبى هريرة أنَّ النبي {ﷺ قال: «لا يقولنَّ أحدكم: اللهمَّ اغفر لي إن شئت، اللهم ارحمني إن شئت، ليعزم في الدعاء؛ فإنَّ الله صانع ما شاء لا مكره له»
 ، قال النووي: «عزم المسألة: الشدة في طلبها،والحزم من غير ضعف في الطلب، ولا تعليق على مشيئة ونحوها».
عن عبد الله بن عباس أن النبي ﷺ قال «إن الله تعالى يحب أن تؤتى رخصه كما يحب أن تؤتى عزائمه»
 ، قال المناوي : «عزائمه أي مطلوباته الواجبة، فإنَّ أمر الله في الرخص والعزائم واحد».
وعن شداد بن أوس  قال: ((إنَّ رسول الله ﷺ كان يقول في صلاته: اللهم إني أسألك الثبات في الأمر، والعزيمة على الرشد، وأسألك شكر نعمتك، وحسن عبادتك، وأسألك قلبًا سليمًا، ولسانًا صادقًا، وأسألك من خير ما تعلم، وأعوذ بك من شر ما تعلم، وأستغفرك لما تعلم)).
قال المناوي: (... ((وأسألك عزيمة الرشد)) وفي رواية: ((العزيمة على الرشد))، قال الحرالي: وهو حسن التصرف في الأمر، والإقامة عليه بحسب ما يثبت ويدوم).

## أقوال وحِكَم وأمثال في العزم
قيل في المثل: [رَوِّ بحزم، فإذا استوضحت فاعزم].
(ومعنى المثل أنَّ من حزم الإنسان أن يتروى في الأمر، ويتفكر في مجاريه وعواقبه، إذا أراد أن يأتيه، حتى إذا تبين له أنَّه محمود فليقدم عليه بعزم، ولا يتوانَ فيه حتى يدرك فتور فيتعطل).
- وقال ابن الجوزي: (ليس في سياط التأديب أجود من سوط العزم).
- قال ابن منظور: (لا خير في عزم بغير حزم، فإنَّ القوة إذا لم يكن معها حذر أورطت صاحبها).
- وقال الغزالي: (التقوى في قول شيوخنا: تنزيه القلب عن ذنب لم يسبق منك مثله، حتى يحصل للعبد من قوة العزم على تركه وقاية بينه وبين المعاصي).
- وقال فخر الدين الرازي: (منصب النبوة والإمامة لا يليق بالفاسقين؛ لأنَّه لا بد في الإمامة والنبوة من قوة العزم، والصبر على ضروب المحنة حتى يؤدي عن الله أمره ونهيه، ولا تأخذه في الدين لومة لائم، وسطوة جبار).
- قال المتنبي:
وقال أيضًا: